# 3148 Grechko
3148 Grechko (1979 SA12) là một tiểu hành tinh vành đai chính được phát hiện ngày 24 tháng 9 năm 1979 bởi Chernykh, N. ở Nauchnyj.